# Nelson Williams

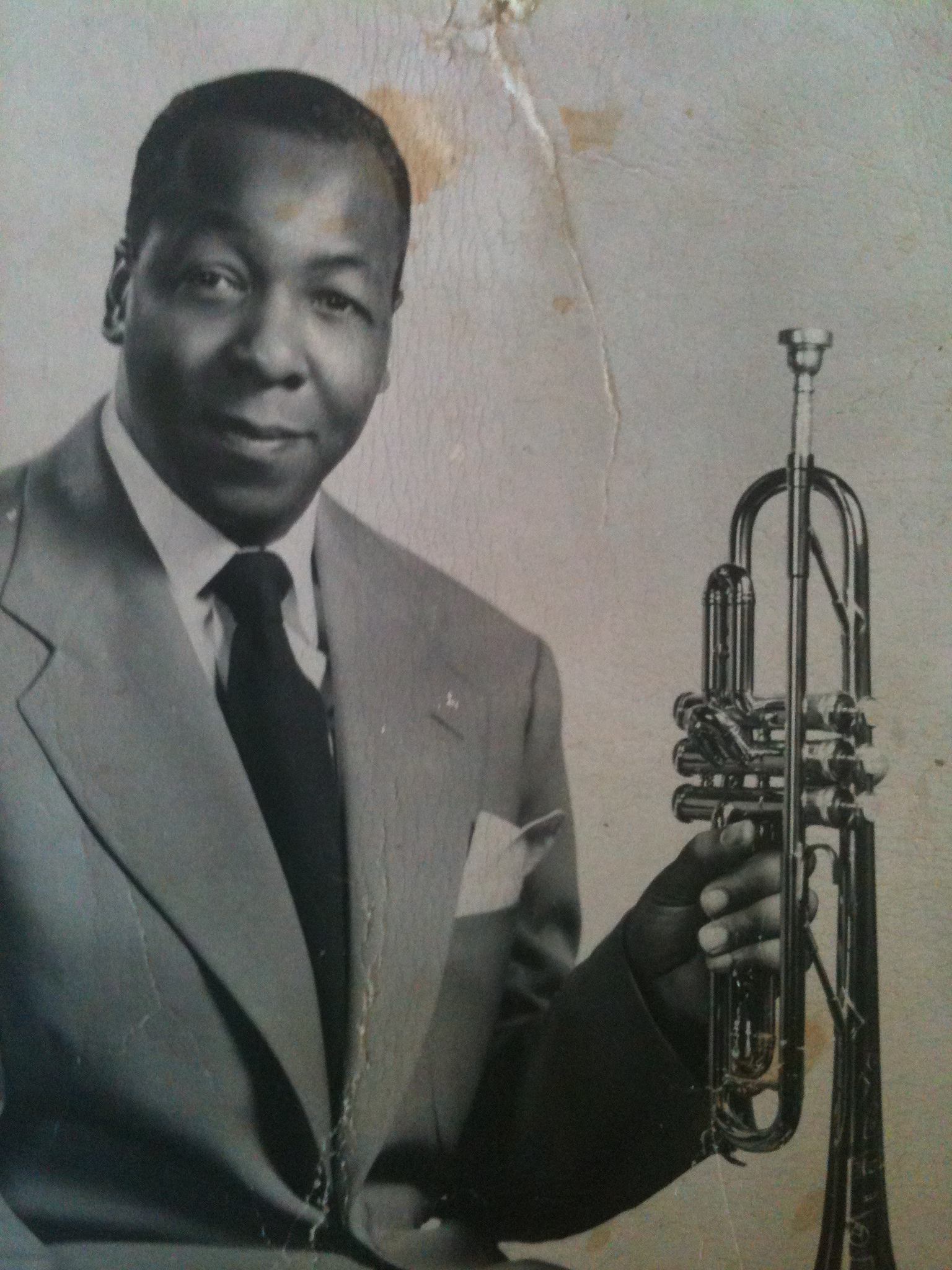
Nelson Williams

Nelson „Cadillac“ Williams (* 26. September 1917 in Montgomery (Alabama); † 20. November 1973 in Voorburg, Niederlande) war ein US-amerikanischer Jazztrompeter, Bandleiter und Arrangeur.

## Leben und Wirken
Williams spielte ab 13 Jahren zunächst Klavier, bevor er zur Trompete wechselte. Seine Karriere als Musiker begann er in den 1930er Jahren in Territory Bands wie Trianon Crackerjacks, Brown Skin Models und Dixie Rhythm Girls bevor er dann bei Tiny Bradshaw arbeitete. Nach Ende des Zweiten Weltkriegs, während dessen er in einer Militärkapelle gespielt hatte, wurde er Mitglied der Band von Billy Eckstine. Ende der 1940er Jahre arbeitete er bei John Kirby, Billy Kyle und 1949 im Duke Ellington Orchestra, 1951 mit Johnny Hodges: Castle Rock (Norgran, 1955). Im selben Jahr zog er nach Paris, wo er 1954 bei Aufnahmen der Pianistin Mary Lou Williams mitwirkte. Nach seiner Rückkehr in die Vereinigten Staaten spielte er 1956 erneut bei Duke Ellington und leitete eigene Formationen, mit denen er in Europa auf Tourneen ging.
Unter eigenem Namen veröffentlichte er mehrere Singles und EPs auf Philips Phonogram, darunter Coverversionen von Rockin’ Chair, All of Me und My Blue Heaven. Er ist auch auf seiner LP Five Horn Groove & All Stars (1950) zu hören. Ab 1957 lebte Williams in holländischen Voorburg: in seinen späteren Jahren spielte er u. a. mit der Pforzheimer (Quartier) Latin Jazz Band (est. 1952) um Dieter Antritter und der Dutch Swing College Band, 1969 letztmals mit Ellington (Paris Jazz Party). Williams wirkte zwischen 1949 und 1970 bei 60 Aufnahmesessions mit.

## Diskographische Hinweise
- Five Horn Groove & All Stars (Vogue, 1950), Williams mit Harold „Shorty“ Baker, Al Killian, Wendell Marshall, Ray Nance, Ernie Royal
- Mary Lou Williams: I Made You Love Paris (EmArCy, 1954)
- Dutch Swing College Band: Big City Blues (Philips Phonogram, 1962)
- Americans in Europe Vol. 2 (Impulse!, 1963), Nelson Williams mit Peanuts Holland, Albert Nicholas, Earle Howard, Jimmy Woode, Kansas Fields
- Great Traditionalists (Jazzpoint, ca. 1969), Williams mit Benny Waters, Peanuts Holland, Mezz Mezzrow, Hawe Schneider, Michel Attenoux, Herb Fleming, Henri Chaix, Jimmy Woode, Wallace Bishop